# Лури
Лури су народ који је блиско повезани са Персијанцима. Углавном су насељени у Ирану у покрајинама Лорестан, Кохкилујех и Бујер Ахмаду, Фарсу. Осим Ирана, Лури такође насељавају и Ирак и Кувајт. По вјероисповијести су углавном шиитски муслимани, а постоје и мањи број следбеника јарсана.